# Жертвенник (сингл)
«Жертвенник» — перший сингл гурту «Тиранія». Записаний у 2009 році.

## Список композицій
| #  | Назва        | Тривалість |
| -- | ------------ | ---------- |
| 1. | «Жертвенник» | 6:07       |